# Tour de Mesopotamia
O Tour de Mesopotamia (chamado oficialmente: Tour of Mesopotamia), é uma carreira profissional de ciclismo de estrada por etapas que se realiza na Turquia, foi criada em 2018 e recebeu a categoria 2.2 dentro dos Circuitos Continentais da UCI fazendo parte do UCI Europe Tour.

## Palmarés
| Ano  | Vencedor           | Segundo            | Terceiro         |           |
| ---- | ------------------ | ------------------ | ---------------- | --------- |
| 2018 | Nazim Bakırcı      | Cristian Raileanu  | Kemal Küçükbay   |           |
| 2019 | Branislau Samoilau | Anass Aït El Abdia | Adne van Engelen |           |
| 2023 | cancelado          | cancelado          | cancelado        | cancelado |

## Palmarés por países
| País         | Vitórias |
| ------------ | -------- |
| Turquia      | 1        |
| Bielorrússia | 1        |